# Epitaciolândia
Epitaciolândia là một đô thị thuộc bang Acre, Brasil. Đô thị này có diện tích 1659 km², dân số năm 2007 là 13344 người, mật độ 7,32 người/km².